# Cratere Ayashe
Ayashe  è un cratere sulla superficie di Venere.